# Akbarpur (Kanpur Dehat)
Akbarpur er en by i den indiske delstat Uttar Pradesh, og er den administrative hovedstad for distriktet Kanpur Dehat. Byen havde 20 445 indbygger ved folketællingen 2011.

## Uddannelsesinstitutioner
1. Akbarpur Inter College. Akbarpur Inter College Akbarpur,Kanpur Dehat[2]
2. Akbarpur Girls Inter College.
3. Akbarpur Degree CollegeAkbarpur Degree College
4. Govt.Degree College, etc.